# Álex Centelles
Álex Centelles (Valencia, 1999. augusztus 30. –) spanyol korosztályos válogatott labdarúgó, a Almería hátvédje.

## Pályafutása

### Klubcsapatokban
Centelles a spanyolországi Valencia városában született. Az ifjúsági pályafutását a Valencia akadémiájánál kezdte.
2019-ben mutatkozott be a Valencia első osztályban szereplő felnőtt keretében. A 2019–20-as szezonban a portugál Famalicão csapatát erősítette kölcsönben. 2020. október 2-án hatéves szerződést kötött a másodosztályú Almería együttesével. Először a 2020. október 4-ei, Sporting Gijón ellen 1–0-ra elvesztett mérkőzésen lépett pályára. A 2021–22-es idényben feljutottak a La Ligába. Első gólját 2023. április 22-én, az Athletic Bilbao ellen hazai pályán 2–1-es vereséggel zárult találkozón szerezte meg.

### A válogatottban
Centelles az U17-es és az U19-es korosztályú válogatottakban is képviselte Spanyolországot.

## Statisztikák
2023. május 2. szerint
| Klub                   | Szezon   | Osztály          | Bajnokság | Bajnokság | Kupa és Ligakupa | Kupa és Ligakupa | Nemzetközi | Nemzetközi | Összesen | Összesen |
| Klub                   | Szezon   | Osztály          | Meccs     | Gól       | Meccs            | Gól              | Meccs      | Gól        | Meccs    | Gól      |
| ---------------------- | -------- | ---------------- | --------- | --------- | ---------------- | ---------------- | ---------- | ---------- | -------- | -------- |
| Famalicão (kölcsönben) | 2019–20  | Liga Portugal    | 27        | 0         | 3                | 0                | —          | —          | 30       | 0        |
| Almería                | 2020–21  | Segunda División | 14        | 0         | 1                | 0                | —          | —          | 15       | 0        |
| Almería                | 2021–22  | Segunda División | 22        | 0         | 1                | 0                | —          | —          | 23       | 0        |
| Almería                | 2022–23  | La Liga          | 11        | 1         | 1                | 0                | —          | —          | 12       | 1        |
| Almería                | Összesen | Összesen         | 47        | 1         | 3                | 0                | 0          | 0          | 50       | 1        |
| Összesen               | Összesen | Összesen         | 74        | 1         | 6                | 0                | 0          | 0          | 80       | 1        |

## Sikerei, díjai
Almería
- Segunda División
  - Feljutó (1): 2021–22